# Судебная администрация Исландии
Судебная администрация Исландии (исл. Dómstólasýsla Íslands, дословно — «судебная сисла») — независимый государственный орган в системе правосудия Исландии, который осуществляет организационное и финансовое обеспечение деятельности органов судебной власти в пределах полномочий, установленных законом. Судебная администрация Исландии основана в 2018 году для обеспечения функционирования судебной системы.

## Статус
Судебная администрация Исландии основана 1 января 2018 года и подотчетна Исландскому правительству в пределах, определенных Законом о судах. Региональные офисы Судебная администрация Исландии образуются во всех в восьми судебных округах, границы которых примерно соответствуют границам статистических регионов Исландии. Должностные лица Судебная администрация Исландии и её региональных офисов являются государственными служащими. Судебная администрация Исландии является юридическим лицом, имеет печать с изображением Государственного Герба Исландии и своим наименованием, самостоятельный баланс и счета в органах Государственного казначейства Исландии.

## Полномочия
Судебная администрация Исландии всесторонне обеспечивает деятельность судов:
- представляет суды в отношениях с Альтингом и Правительством Исландии;
- даёт оценку требуемого финансирования органов судебной власти при подготовке проекта закона о Государственном бюджете Исландии;
- обеспечивает надлежащие условия деятельности окружных судов, Национального апелляционного суда и Верховного суда Исландии и органов судейского самоуправления (Комитета по судебной власти и Квалификационной комиссии);
- изучает практику организации деятельности судов, разрабатывает и вносит в установленном порядке предложения по ее усовершенствованию;
- управляет кадровой политикой окружных судов и прогнозирует потребность в их персонале;
- обеспечивает необходимые условия повышения квалификации работников аппарата судов, создает систему повышения квалификации и обеспечивает лицензирование судей и сотрудников судов;
- организует работу по ведению судебной статистики, делопроизводства и архива; контролирует состояние делопроизводства в судах общей юрисдикции;
- готовит материалы для формирования предложений по бюджету судов;
- организует компьютеризацию судов для осуществления судопроизводства, делопроизводства, информационно нормативного обеспечения судебной деятельности и обеспечения функционирования автоматизированной системы документооборота в судах;
- осуществляет мероприятия по организации обмена электронными документами между судами и другими государственными органами и учреждениями;
- обеспечивает ведение реестра судебных решений и их публикацию на сайте судебной системы; управляет судебным архивом и библиотекой;
- взаимодействует с другими органами и учреждениями, в том числе других государств, с целью усовершенствования организационного обеспечения деятельности судов;
- осуществляет управление объектами государственной собственности, относящихся к сфере управления Судебной администрации Исландии;
- взаимодействует со СМИ, представителями общественности и другими лицами в интересах судов.

## Руководство
Работой Судебной администрации Исландии руководит коллегия, которую, в соответствии с Законом о судах No.50/2016, назначает Министр юстиции Исландии.
В 2021 году коллегия состояла из:
- Сигюрдюра Тоумас Магнуссона — судья Верховного суда, председатель коллегии;
  - Ингвельдюр Эйнарсдоуттир — судья Верховного суда, заместитель председателя коллегии;
- Хервёр Торвальдсдоуттир — председатель Национального суда; 
  - Давид Тоур Бьёргвинссон — судья Национального суда, заместитель Хервёр Торвальдсдоуттир;
- Кристин Харальдсдоуттир — профессор права;
  - Гвюдни Бергссон — юрист, заместитель Кристин Харальдсдоуттир;
- Бергтоура Кристин Бенедиктсдоуттир — секретарь суда;
  - Эдна Бьёрт Ауднадоуттир — заместитель секретаря суда;
- Халльдоур Бьёднссон — окружной судья;
  - Арнальдюр Хьяртарсон — окружной судья, заместитель Халльдоура Бьёднссона.

Возглавляет Судебную администрацию директор, назначаемый на должность от имени коллегии Судебной администрации. В 2021 году директором Судебной администрации Исландии являлась Оулёф Финнсдоуттир.